# Okayama Kazunari
Kazunari Okayama (sinh ngày 24 tháng 4 năm 1978) là một cầu thủ bóng đá người Nhật Bản.

## Sự nghiệp câu lạc bộ
Kazunari Okayama đã từng chơi cho Yokohama F. Marinos, Omiya Ardija, Cerezo Osaka, Kawasaki Frontale, Avispa Fukuoka, Kashiwa Reysol, Vegalta Sendai, Pohang Steelers, Consadole Sapporo và Nara Club.